# 탕산시
탕산시(중국어: 唐山, 병음: Tángshān, 한자음: 당산시)는 중화인민공화국 허베이성에 위치한 지급시이다.
밤 등 과수 생산이 많고, 예부터 도자기 생산을 실시해, 중국 근대산업의 발상지 중 하나가 된 이래 100년 이상의 역사를 가지는 광공업 도시·항만 도시이다. 카이란 탄광은 중국에서도 유수한 규모의 탄광이다. 1976년의 탕산지진으로 인해 괴멸적인 피해를 입었다.

## 지리
탕산시는 허베이성 동부에 위치하며, 남쪽은 보하이만에 접하고, 북쪽은 옌산산맥(燕山山脈)과 청더시, 동쪽은 항만 도시인 친황다오시, 서쪽은 중요 항만인 톈진시와 접한다. 시역은 란허(灤河) 수계에 속한다. 톈진시의 도심에서 100km, 북경에서는 150km의 거리에 있는 북경 수도권의 일각으로 〈환발해 경제권〉(環渤海経済圈)을 형성하는 중요한 산업도시이다.

## 연혁
은주시대는 북방의 제후국 고죽국(孤竹國)의 수도이며, 이 나라의 왕자들로 주 문왕에게의 의로 순직한 백이·숙제의 형제의 일화는 유명하다. 전국시대에는 연(燕)나라의 영토가 되었고, 진·한에서 남북조 시대에는 우북평군이나 요서군(遼西郡)에 편입되었다. 수·당나라 시대에는 고구려 원정을 위한 전초 기지나 원정 기지가 되었다. 명나라 시대에는 벌써 철광석의 정련, 석탄의 채굴, 도자기 생산의 중심지로서 오늘의 기초를 쌓아 올리고 있었다.
1876년, 청조 정부는 개평진(현재의 카이핑 구)에 탄광을 열어, 그것을 위한 도시로서 챠오툰 진(喬屯鎭)을 두었다. 1881년에는 중국이 자력으로 건설한 최초의 표준바퀴 철도인 탕쑤철도(唐胥鐵道)(카이핑 - 각장, 현재의 펑난 구)를 부설해, 이것은 후에 진유철도(津楡鐵道)(톈진 - 린유)로 되었다. 또 중국 최초의 증기기관차 공장, 시멘트 공장, 위생도기 공장 등도 개설되어 중국 근대산업의 발상지가 되었다. 1899년에는 차오툰 진(喬屯鎭鎮은 거리의 북쪽에 있는 탕산(지금은 공원이 되어 있는 다청 산의 옛이름)을 기념하여 탕산진이라고 개칭해 롼주(灤州, 현재의 롼현)의 관할 하가 되어, 1938년에 시 제도 시행되어 탕산 현이 되었다. 1948년 12월에 중국공산당에 점령되어 1960년에는 주위를 합병해 성할시로 재편되었다.
1976년 7월 28일, 탕산은 7.8의 직하형 지진인 탕산지진이 시내를 덮쳤다. 시내뿐만 아니라 주위 건축물은 모두 붕괴되었고, 시내에서 148,000명, 전체 240,000명이라고 하는 사상 최대의 희생자를 내는 대참사가 되었다(실제의 사망자수는 이 2.3배로 추측되는 75만명이라는 주장도 있다). 시역 인접하는 장소에 이재민을 위한 단지나 이전해 온 공장 등이 이전하여 신시가를 건설하였고, 그 후 구시가 재건에 착수했다. 재건된 구시가 중심부에는 항진기념비나 항진기념관이 세워졌다.

## 행정 구역
7구, 3시, 4현, 2개의 집단농장을 관할하고 있다.

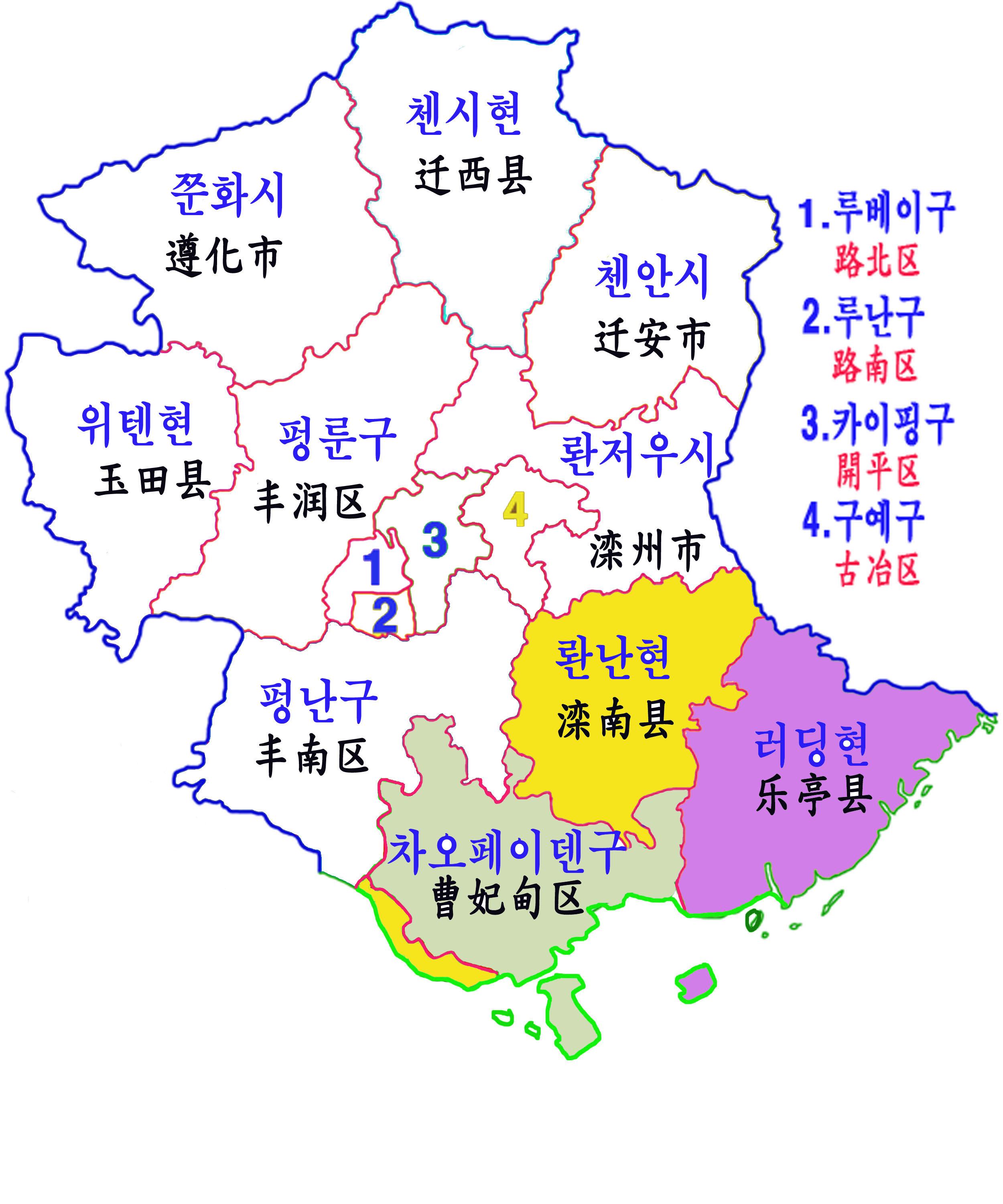
탕산시 현급구역

- 시할구
  - 루베이 구(路北区)
  - 루난 구(路南区)
  - 구예 구(古冶区)
  - 카이핑 구(开平区)
  - 펑난 구(丰南区)
  - 펑룬 구(丰润区)
  - 차오페이뎬 구(曹妃甸区)
- 현급시
  - 쭌화 시(遵化市)
  - 첸안 시(迁安市)
  - 롼저우 시(滦州市)
- 현
  - 첸시 현(迁西县)
  - 롼난 현(滦南县)
  - 위톈 현(玉田县)
  - 러딩 현(乐亭县)

## 경제
탕산은 허난의 징더전과 나란히 허베이의 도자기의 수도로 불리며 미술품으로부터 일용품, 위생도기, 공업용 도기, 내화 타일 등이 생산되고 있는 중국 유수한 산지이다.
탕산은 예부터 석탄과 철광석의 생산이 되어 중국 최초의 근대적 탄광이자 전국 최대의 석탄 기업인 카이롼 탄광이 있어, 탕산의 제철업이나 발전소 외 각지에 석탄을 공급하고 있다. 또 보하이 해저에서 육지까지 많은 석유나 천연가스가 매장되어 있어 해저유전 생산 등이 시작되어 있다.
탕산에서 생산되는 철광석을 기반으로 다수의 제철소가 조업하고 있다. 1943년에는 중국 첫 용광로 제철소인 탕산강철이 창설되어 인근 제철소를 산하에 둔 중국 유수의 제철 기업이 되었다.
베이징올림픽에 따라 베이징 시 최대급의 대기오염원인 서더우강철(首都鋼鐵)의 제철 공장 부문이 탕산에 완전 이전하게 되었다. 탕산강철과 서더우강철은 공동으로 서강징탕강철(首鋼京唐鋼鉄)이라고 하는 새로운 회사를 설립하고 중국 최대의 제철그룹이 되어, 탕산에 공동으로 대규모 제철소를 건설할 예정이다.

## 교육
- 허베이 이공대학 (河北理工大学)
- 화베이 석탄의학원 (華北石炭医学院)
- 탕산 제일고등학교

## 교통
베이징시-선양시-하얼빈시를 묶는 철도 징하선(京哈線)의 연장선이다. 또한 고속형 공공도로로 징하 고속공로가 통과한다.
도시의 환상 도로는 고속도로망(베이징-선양 간의 경심고속공로나, 탕산-톈진 간의 탕진고속공로)과 연결되고 있다. 그 외, 큰 항만도 있으며 교통편은 좋다.

## 기후
| 탕산시의 기후                                                 | 탕산시의 기후 | 탕산시의 기후 | 탕산시의 기후 | 탕산시의 기후 | 탕산시의 기후 | 탕산시의 기후 | 탕산시의 기후 | 탕산시의 기후 | 탕산시의 기후 | 탕산시의 기후 | 탕산시의 기후 | 탕산시의 기후 | 탕산시의 기후 |
| 월                                                            | 1월           | 2월           | 3월           | 4월           | 5월           | 6월           | 7월           | 8월           | 9월           | 10월          | 11월          | 12월          | 연간          |
| ------------------------------------------------------------- | ------------- | ------------- | ------------- | ------------- | ------------- | ------------- | ------------- | ------------- | ------------- | ------------- | ------------- | ------------- | ------------- |
| 역대 최고 기온 °C (°F)                                        | 12.9 (55.2)   | 19.5 (67.1)   | 28.3 (82.9)   | 32.8 (91.0)   | 38.8 (101.8)  | 39.6 (103.3)  | 40.1 (104.2)  | 36.0 (96.8)   | 35.3 (95.5)   | 31.4 (88.5)   | 22.7 (72.9)   | 13.2 (55.8)   | 40.1 (104.2)  |
| 일평균 최고 기온 °C (°F)                                      | 1.5 (34.7)    | 5.4 (41.7)    | 12.3 (54.1)   | 20.2 (68.4)   | 26.3 (79.3)   | 29.8 (85.6)   | 31.1 (88.0)   | 30.2 (86.4)   | 26.5 (79.7)   | 19.3 (66.7)   | 10.0 (50.0)   | 2.9 (37.2)    | 18.0 (64.3)   |
| 일일 평균 기온 °C (°F)                                        | −4.6 (23.7)   | −1.0 (30.2)   | 5.9 (42.6)    | 13.8 (56.8)   | 20.0 (68.0)   | 24.1 (75.4)   | 26.4 (79.5)   | 25.4 (77.7)   | 20.6 (69.1)   | 13.0 (55.4)   | 4.2 (39.6)    | −2.6 (27.3)   | 12.1 (53.8)   |
| 일평균 최저 기온 °C (°F)                                      | −9.5 (14.9)   | −6.2 (20.8)   | 0.2 (32.4)    | 7.7 (45.9)    | 13.9 (57.0)   | 19.1 (66.4)   | 22.4 (72.3)   | 21.3 (70.3)   | 15.5 (59.9)   | 7.6 (45.7)    | −0.6 (30.9)   | −7.1 (19.2)   | 7.0 (44.6)    |
| 역대 최저 기온 °C (°F)                                        | −22.7 (−8.9)  | −19.8 (−3.6)  | −14.6 (5.7)   | −4.7 (23.5)   | 3.5 (38.3)    | 9.4 (48.9)    | 14.6 (58.3)   | 11.2 (52.2)   | 4.7 (40.5)    | −5.6 (21.9)   | −14.5 (5.9)   | −17.0 (1.4)   | −22.7 (−8.9)  |
| 평균 강수량 mm (인치)                                         | 2.7 (0.11)    | 4.9 (0.19)    | 7.0 (0.28)    | 22.8 (0.90)   | 40.8 (1.61)   | 79.2 (3.12)   | 158.7 (6.25)  | 140.0 (5.51)  | 49.0 (1.93)   | 31.7 (1.25)   | 12.8 (0.50)   | 3.6 (0.14)    | 553.2 (21.79) |
| 평균 강수일수 (≥ 0.1 mm)                                      | 1.7           | 2.3           | 2.7           | 4.9           | 6.5           | 9.1           | 11.2          | 9.7           | 5.8           | 4.5           | 3.1           | 2.3           | 63.8          |
| 평균 강설일수                                                 | 2.9           | 2.4           | 1.0           | 0.2           | 0             | 0             | 0             | 0             | 0             | 0             | 1.7           | 2.9           | 11.1          |
| 평균 상대 습도 (%)                                            | 55            | 53            | 49            | 49            | 53            | 64            | 75            | 77            | 70            | 65            | 62            | 58            | 61            |
| 평균 월간 일조시간                                            | 178.2         | 186.5         | 233.8         | 246.9         | 270.0         | 230.5         | 190.3         | 204.4         | 214.0         | 202.6         | 166.5         | 167.9         | 2,491.6       |
| 가능 일조율                                                   | 59            | 61            | 63            | 62            | 61            | 52            | 42            | 49            | 58            | 59            | 56            | 58            | 57            |
| 출처: 중국기상국 (평년값: 1991년~2020년, 극값: 1971년~2010년) |               |               |               |               |               |               |               |               |               |               |               |               |               |

## 자매 도시
- 일본 사카타시
- 스웨덴 말모 시
- 영국 링컨 시
- 대한민국 서울시 강동구

## 출신 인물
- 이대조: 라오팅현 출신

## 같이 보기
- 탕산대지진